# Борисенко Сергій Миколайович
Сергій Миколайович Борисенко (нар. 17 квітня 1974, Черкаси) — колишній український футболіст, нападник.

## Клубна кар'єра
Сергій Миколайович Борисенко народився 17 квітня 1974 року в Черкасах. Першим тренером майбутнього футболіста в черкаській ДЮСШ став Рудольф Костянтинович Козенков. Свою професіональну кар'єру Сергій розпочав у черкаському «Дніпрі», за який виступав у 1993—1994 роках. Із лютого 1995 року й до завершення сезону 1996/97 у складі кіровоградської «Зірки» в Першій лізі чемпіонату України зіграв 65 матчів та відзначився 22 голами, також 22 матчі (5 голів) провів у футболці кіровоградців у Кубку України. У чемпіонському для «Зірки» сезоні 1994/95 Сергій забив 8 м'ячів у 19-ти поєдинках (другий результат у команді). А в наступному сезоні 1995/96 у Вищій лізі став найкращим бомбардиром команди (10 голів). Це 9-12-та сходинки в бомбардирській гонці серед футболістів Вищої ліги 5-го чемпіонату України. Після «Зірки» в 1997 році Сергій Борисенко виступав за київський ЦСКА, у складі якого він зіграв 16 матчів (3 голи).
Потім у кар'єрі футболіста розпочався закордонний період. Наприкінці 1997 року гравець перейшов до Словацького братиславського «Слована». У чемпіонаті Словаччини Сергій виступав із 1997 по 1999 рік, за цей час він зіграв 35 поєдинків (забив 3 м'ячі). Крім виступів у чемпіонаті та кубку Словаччини, Сергій Борисенко дебютував у єврокубках. У складі «Словану» він грав на «Стемфорд Бридж» проти лондонського «Челсі» та протистояв легендарним Дану Петреску та Франку Лебефу, але його команда поступилася лондонцям. У 2000 році Сергій переїхав до Росії, де виступав за владикавказьку «Аланію». У футболці російського клубу він зіграв 21 поєдинок та двічі відзначився у воротах суперників.
У 2001 році Сергій Борисенко повернувся до України. Цього року він виступав у складі сімферопольської «Таврії» (9 поєдинків) та бурштинського «Енергетика» (1 поєдинок), у яких жодного разу не зумів відзначитися у воротах суперника. Наприкінці 2001 року перейшов до івано-франківського «Прикарпаття», за яке до 2002 року зіграв 16 матчів та відзначився 7-ма голами. Своєю вдалою грою в Івано-Франківську привернув до себе увагу криворізького «Кривбаса», але в новому клубі в Сергія справи йшли не найкращим чином, за криворожан він зіграв 14 поєдинків, у яких відзначився лише 1 голом. Після завершення сезону він повернувся до «Спартака», у складі якого зіграв 18 матчів (забив 6 м'ячів). Останнім клубом у кар'єрі гравця був івано-франківський «Факел», у складі якого він виступав із 2004 по 2007 рік. За цей час Сергій зіграв 31 поєдинок та забив 13 м'ячів.
За спогадами самого Сергія Борисенка, 80 % своїх м'ячів він забив головою.

## Кар'єра у збірній
Протягом своєї кар'єри гравець не зіграв жодного поєдинку у футболці головної футбольної збірної. Але у складі молодіжної збірної України він зіграв один поєдинок проти італійців. Цікаво, що Сергій вийшов на заміну в тому поєдинку замість Андрія Шевченка. А сам поєдинок завершився перемогою молодих італійців із рахунком 2:1.

## Досягнення
У складі братиславського «Слована»
- Словацька Суперліга
  -  Чемпіон (1): 1998/99

- Кубок Словаччини
  -  Володар (1): 1998/99

## Життя після завершення кар'єри
Після завершення кар'єри футболіста Сергій Борисенко повернувся до рідних Черкас, де й зараз проживає. Займається підприємницькою діяльністю.